# 王若望
王若望（1918年—2001年12月19日），原名王寿华，笔名若望、若涵、若木，江苏武进人，中华人民共和国政治人物，中国共产党党内的高级干部和民主派人士，被视1980年代中国资产阶级自由化、全盘西化的引领者。1986年被邓小平亲自点名，于1987年开除党籍。

## 生平
1918年二月四日，生于江苏省武进县丫河镇。1932年，小学毕业后进入江苏省南京市栖霞山乡村师范学校。一年后，因故退学。1933年，进入上海新亚药厂当学徒，同年加入中国共产主义青年团。1934年，因参加罢工，被国民政府上海军法处逮捕并判刑十年。1937年7月抗日战争全面爆发。王若望获释，8月赴延安。同年，加入中国共产党。
1940年，王若望任中共陕西省宝鸡中心县委书记。同年11月，与李明结婚。1941年，他与陈企霞、童大林、李锐创建民主壁报《轻骑队》。1942年，与王实味主办的壁报《矢与的》同时被禁、整肃。
1944年，王若望在中共中央山东分局工作期间，公开批评上级领导黎玉，认为他有“八大盲目性”，“路线方针都错了”。后在审干运动中，王若望被认为煽动其他人反党，在山东分局内部，舒同等人已经决定将其定性为“特务”，并把定性情况通报延安的中共中央，也得到了中共中央方面的批准。后来由于罗荣桓出面，认定王若望是思想作风问题，并非特务和敌人，挽回定性。
中华人民共和国建立后的1957年，王若望被打成右派，開除黨籍，下鄉勞動，前妻精神分裂死亡。1968年，因批判毛泽东，入狱四年。
1978年，獲得平反，出任《上海文学》副主编、中国作家协会理事。

### 开除出党后
1980年代，中国社会和知识界掀起全盘西化论，冲击中国共产党的执政。他与方励之被视为领军人物。中国共产党为维护执政，坚决反对资产阶级自由化及全盘西化论。1986年，他与方励之、刘宾雁被邓小平点名，鄧要求將其开除出党。1987年1月，中央纪委发出通知，要求党内解决资产阶级自由化思潮问题。通知下发后，中共上海市纪委开除他的党籍。3月，中央纪委发出《关于旗帜鲜明地同资产阶级自由化思潮作斗争的通报》，将他与方刘三人视为党内反面典型。
1989年，因参与八九民运，9月8日以“颠覆无产阶级专政”罪名被捕，入狱14个月。1990年10月，获释。
1991年1月，明報出版社出版自傳體長篇小說《王若望自傳》（原名《自我感覺良好》）。
1992年8月，应美国哥伦比亚大学邀请，以访问学者身份和妻子羊子（本名冯素英）一同赴美。1993年1月，在华盛顿特区召开民联和民阵合并大会，退出合併後組織的主席選舉。1993年4月，在《民主中國》發表文章《我為什麼退出主席競選》，稱「我一生屢遭中共迫害，到海外後又被所謂的民運人士排擠；世道不公，乃至如此」。1995年，在纽约创立中国民主党，任主席。2001年12月19日，因肺癌于纽约医院逝世。